# Lake Arthur (Novo México)
Lake Arthur é uma cidade localizada no estado americano de Novo México, no Condado de Chaves.

## Demografia
Segundo o censo americano de 2000, a sua população era de 432 habitantes.
Em 2006, foi estimada uma população de 437, um aumento de 5 (1.2%).

## Geografia
De acordo com o United States Census Bureau tem uma área de 1,4 km², dos quais 1,4 km² cobertos por terra e 0,0 km² cobertos por água.

## Localidades na vizinhança
O diagrama seguinte representa as localidades num raio de 40 km ao redor de Lake Arthur.